# 李广涛 (化学家)
李广涛，清华大学化学系教授，主要在超分子化学与分子组装、胶体与界面化学、纳米材料化学等方面开展研究工作，曾入选2011年度中国教育部长江学者奖励计划特聘教授。李广涛曾在柏林自由大学化学研究所担任高级研究员。